# Szent Mihály sugárút (Párizs)
A Szent Mihály sugárút egyike a két legnagyobb sugárútnak Párizs Latin negyedében (a másik a Saint-Germain sugárút). A fákkal szegélyezett sugárút a Szent Mihály hídnál indul, a Szajna folyótól, keresztezi a Saint-Germain sugárutat, elhalad a Sorbonne és a Luxemburgi kertek mellett, egészen a Port-Royal vasútállomásig. Georges Eugène Haussmann tervezte, hogy párhuzamosan fusson a Saint-Jacques körúttal, amely a történelmi Párizs észak–déli tengelyét jelöli. A sugárút határként szolgál Párizs 5. és 6. kerülete között, a páratlan számú épületek a keleti oldalon, az 5. kerületben vannak, a páros számok a nyugati oldalon, a 6. kerületben vannak. 1380 m hosszú, átlagos szélessége 30 m, nevét a Szent Mihály hídról kapta. 
Mint a Latin negyed központi tengelye, ez már régóta a hallgatói élet és az aktivizmus helye, de az idegenforgalom is az utca egyik fő kereskedelmi központja, a sok apró könyvesboltot fokozatosan váltották fel a designer üzletek. A körút északi része a legkedveltebb mostanában a számos könyvesbolt (például Gibert Joseph és Gibert Jeune), kávézó, mozi és ruhaüzlet miatt. A körút fő épületei a Musée de Cluny, Saint-Louis Középiskola, École des Mines Mérnöki Egyetem és a Sorbonne Egyetem területe.

## Története
Ez volt a Saint-Germain sugárúttal együtt a két legfontosabb része Haussmann terveinek Párizs bal partjának átépítése során. Ezt korábban az Harpe utca közelítette meg, amely évszázadok óta vezet a Szajna felől a Párizs falain átvezető Szent Mihály-kapuhoz, ami a Szent Mihály sugárút és a Monsieur le Prince utca kereszteződésének közelében található. 1855-ben rendelték meg a sugárút megépítését, és 1860-ban kezdték el. A sugárút eredetileg a Sébastopol Rive Gauche körút volt, de 1867-ben Szent Mihály sugárút lett. Jelenlegi nevét az 1679-ben lerombolt kapuról kapta, illetve a közelében levő Szent Mihály-piacról. Számos utca eltűnt a körút létrehozásának eredményeként, köztük a des Deux Portes Saint-André utca, az átjáró d'Harcourt, a rue de Mâcon, a Neuve de Richelieu utca, a Poupée utca, a rue de la Harpe része és a rue d'Enfer, a korábbi Saint-Michel hely és a rue de l'Est része.

## Magyar vonatkozás
Ady Endre többször is járt látogatóban Párizsban szerelménél, Lédánál. Ott-tartózkodásai alkalmával kerülte a művészköröket, így a kávézókat is, mivel sem ő, sem pedig Léda nem tartotta magát társasági embernek. Nagyokat sétálni persze imádott Párizsban, és valószínűleg az egyik nagy sétája inspirálta arra, hogy a Latin negyed főútjáról, a Szent Mihály útról (Bd. St. Michel) írjon verset Párisban járt az ősz címmel. 

Párisba tegnap beszökött az Ősz.

Szent Mihály útján suhant nesztelen,

Kánikulában, halk lombok alatt

S találkozott velem.

Ballagtam éppen a Szajna felé

S égtek lelkemben kis rőzse-dalok:

Füstösek, furcsák, búsak, bíborak,

Arról, hogy meghalok.

Elért az Ősz és súgott valamit,

Szent Mihály útja beleremegett,

Züm, züm: röpködtek végig az uton

Tréfás falevelek.

Egy perc: a Nyár meg sem hőkölt belé

S Párisból az Ősz kacagva szaladt.

Itt járt s hogy itt járt, én tudom csupán

Nyögő lombok alatt.

Ady Endre: Párisban járt az Ősz